# Speicherkoog Dithmarschen
Koordinaten: 54° 5′ 44,3″ N, 8° 57′ 49,1″ O

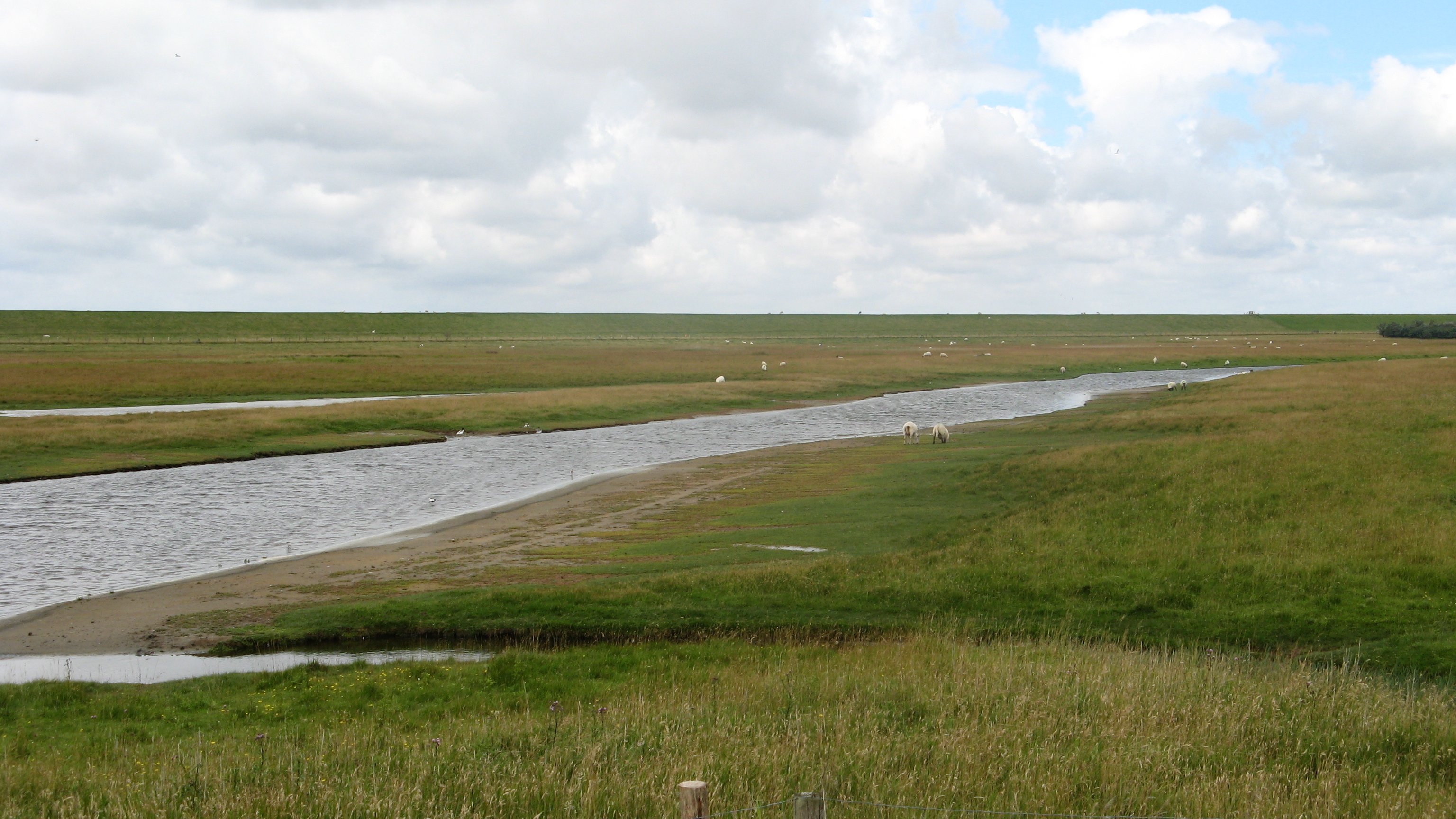
Ehemaliger Priel, jetzt reines Süßwasserbecken. Im Hintergrund der neue Seedeich.

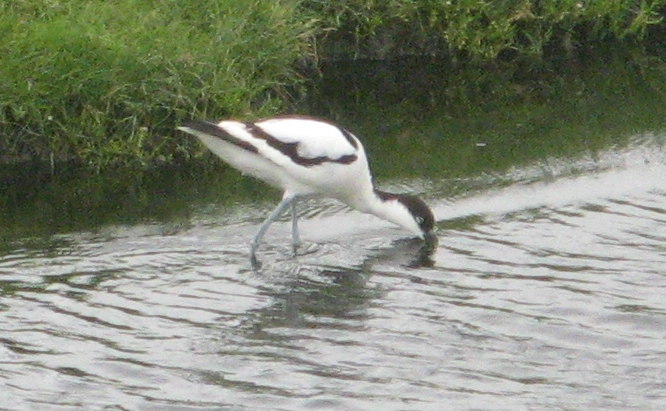
Typischer Brutvogel: der Säbelschnäbler

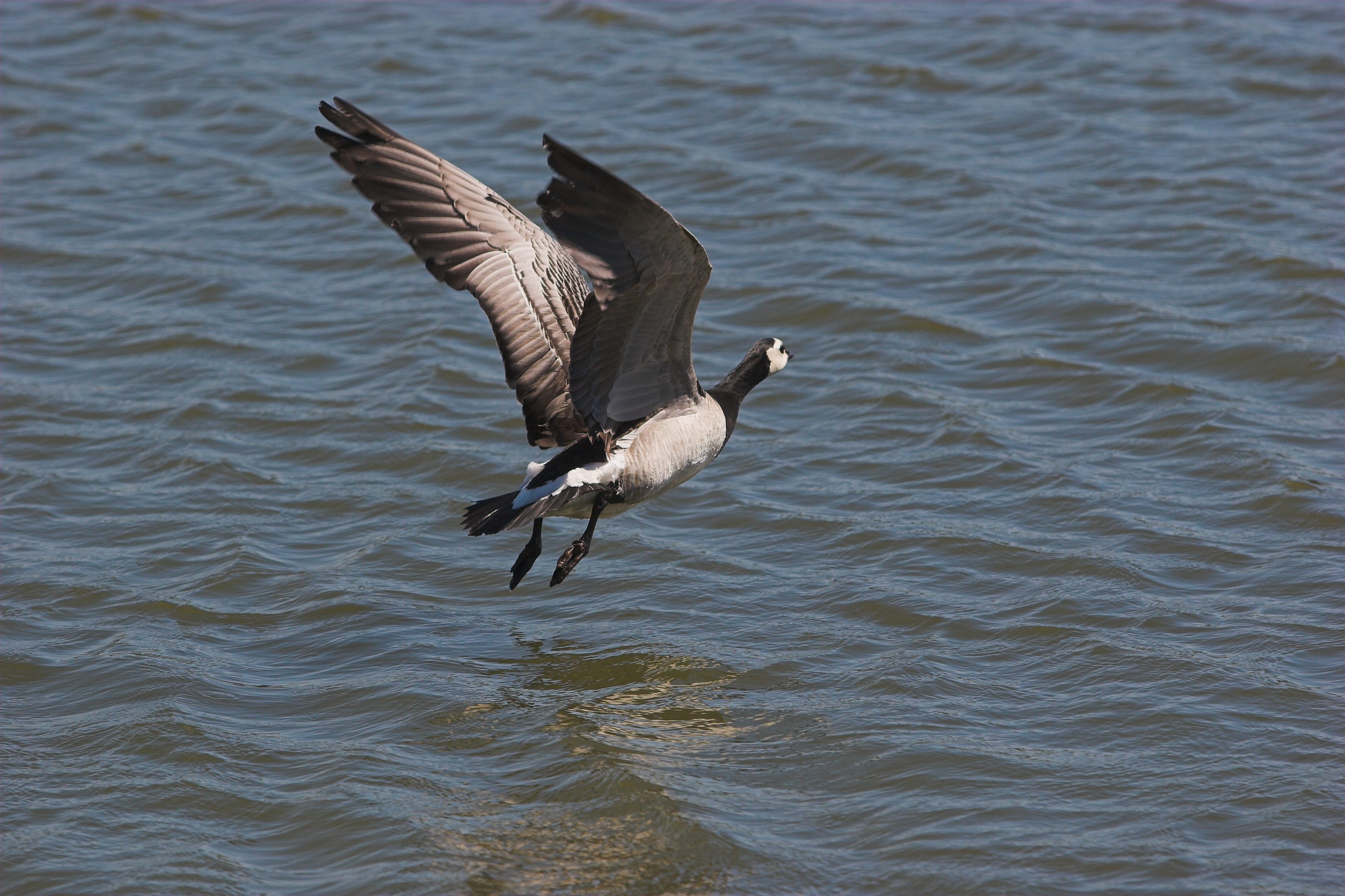
Typischer Überwinterungsvogel: Nonnengans

Der Speicherkoog Dithmarschen ist ein Koog an der Meldorfer Bucht im westlichen Dithmarschen in Schleswig-Holstein. Mit Fertigstellung der Kompletteindeichung im Jahr 1979 ist er aktuell der jüngste Koog in Dithmarschen. Er dient in erster Linie als Naturschutz- und Naherholungsgebiet – ein kleinerer Teil ist aber für die landwirtschaftliche Nutzung freigegeben. Er umfasst insgesamt eine Fläche von knapp 5000 Hektar. Etwa 360 Hektar dienen als Staubecken für die Vorflut zur Entwässerung des großflächigen Hinterlandes. Dieses Becken wird auch von vielen Surfern genutzt.

## Entstehung
Der Koog wurde infolge der Sturmflut von 1962 eingedeicht. Bei dieser Flut erwiesen sich Deiche als zu niedrig oder zu schwach. Durch den Speicherkoog konnte die Deichlinie von 30 auf 15 Kilometer verkürzt werden, die Wartung der Deiche wurde dadurch erheblich vereinfacht. Zum anderen hatte sich bereits vorher gezeigt, dass bei Sturmflut die Entwässerung aus den angrenzenden Gebieten nicht mehr funktionierte. Es kam regelmäßig zu Überflutungen im Binnenland, da sich das ablaufende Wasser in Küstennähe aufstaute. Der Speicherkoog kann dieses Wasser aufnehmen. Der Koog schützt unter anderem den Christianskoog, der noch bei den Sturmfluten 1962 und 1976 evakuiert werden musste.

## Tourismus
Der nördliche Speicherkoog ist für Freizeit, Naturschutz und Landschaftsschutz konzipiert worden. Der südliche Speicherkoog ist der Bundeswehr vorbehalten. Dort finden im Frühjahr und Winter Waffenerprobungen statt.
Neben der landwirtschaftlichen Nutzung, vor allem in den landwärtigen Teilen des Koogs, befinden sich an der heutigen Küste ein kleiner Yachthafen mit zwei Segelvereinen, ein Wasserspeicherbecken als Surfsee mit Rückzugsgebiet für Tier- und Pflanzenwelt und mehrere Badestrände.
Mehrere Vereine aus den Bereichen Naturschutz, Windsurfen, Golfen, Segeln, Modellflug tragen mit den Gemeinden Elpersbüttel, Nordermeldorf, Stadt Meldorf und dem Kreis Dithmarschen dazu bei, dass der Meldorfer Speicherkoog ein Naherholungsgebiet für Gäste, Sportbegeisterte und Einheimische bleibt.
Mehrere kleine Unternehmen, die im Bereich Surfen, Segelsport und Gastronomie tätig sind, kümmern sich um die Bedürfnisse der Besucher.
Im hinteren Teil des Meldorfer Speicherkoogs gibt es einen Modellflugplatz, der mit einer Fläche von 15 ha einer der größten in Deutschland ist.

## Naturschutzgebiete
Bei der Eindeichung sind etwa 1000 Hektar Salzwiesen und ungefähr die doppelte Fläche an Watt verloren gegangen. Um den Verlust auszugleichen, sind innerhalb des Kooges zwei Naturschutzgebiete ausgewiesen worden. Benannt sind diese nach den Armen der Gezeitenströme Kronenloch und Wöhrdener Loch (Nebenarme der Piep), die durch die Eindeichung zum größten Teil verloren gegangen sind.
Insbesondere den Rast- und Brutvögeln bietet das Gebiet ein wichtiges Rückzugsgebiet bei Ebbe und Flut der Nordsee. Typische Vögel im Speicherkoog sind Nonnengans, Pfeifente, Großer Brachvogel (Überwinterung), Graugans, Rotschenkel (nutzen den Koog vor allem als Rastplatz, aber auch einzelne Brutpaare), Brandgans (ca. 150 Brutpaare, vor allem jedoch nutzen Vögel den Koog als Rastplatz), Grünschenkel, Alpenstrandläufer (nutzen den Koog im Herbst als Rastplatz), Austernfischer, Blaukehlchen (eine der größten Populationen Schleswig-Holsteins) und Schilfrohrsänger (Brutvogel, mit etwa 300 Paaren der häufigste Brutvogel).

### Naturschutzgebiete
- Kronenloch / Speicherkoog Dithmarschen
- Wöhrdener Loch / Speicherkoog Dithmarschen

## Landschaftsschutzgebiet
Der Bereich zwischen den beiden Naturschutzgebieten wurde 2006 als Landschaftsschutzgebiet mit dem Namen Speicherkoog Dithmarschen (Nordkoog) ausgewiesen.

### Bilder aus dem Speicherkoog Dithmarschen (Nordkoog)

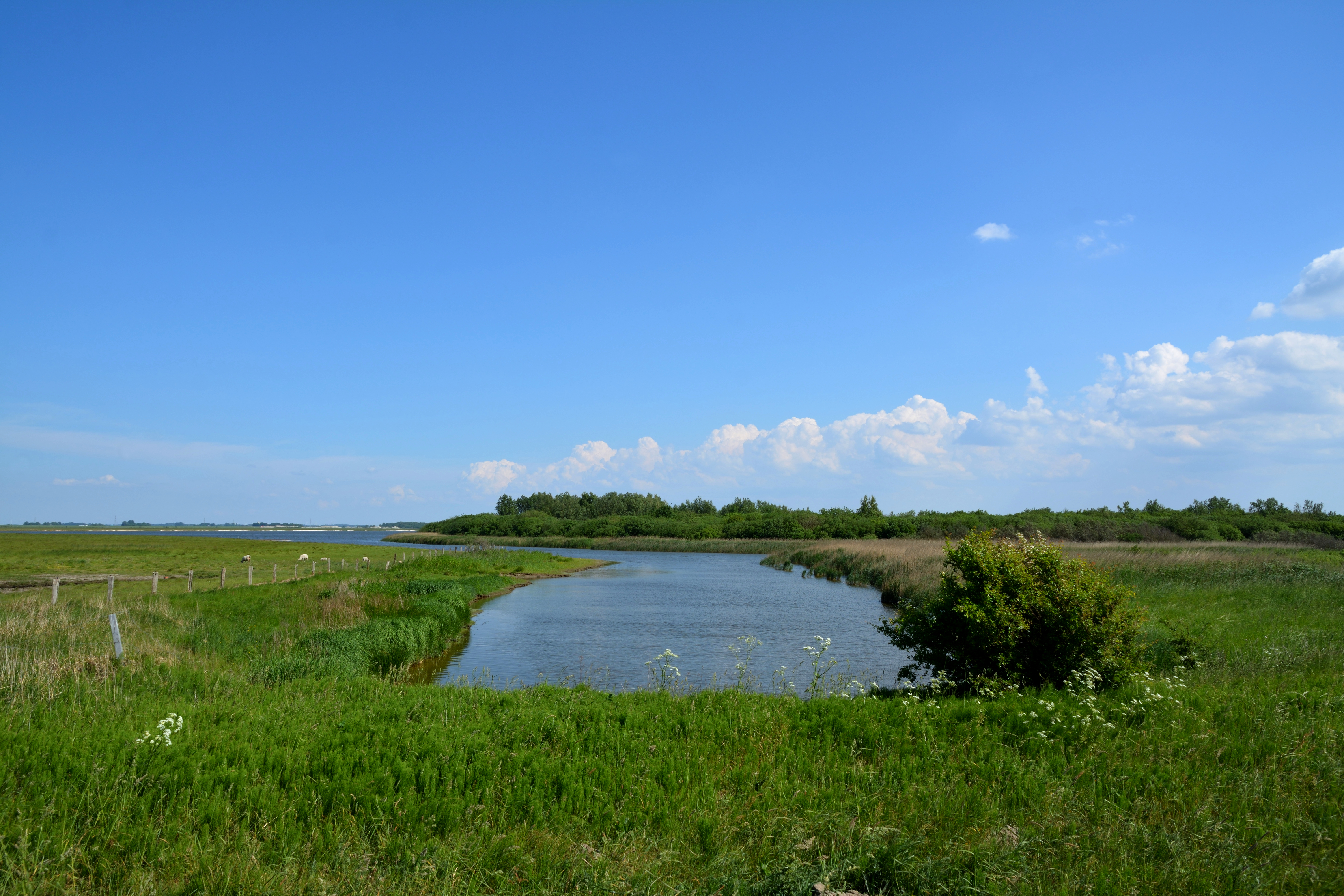
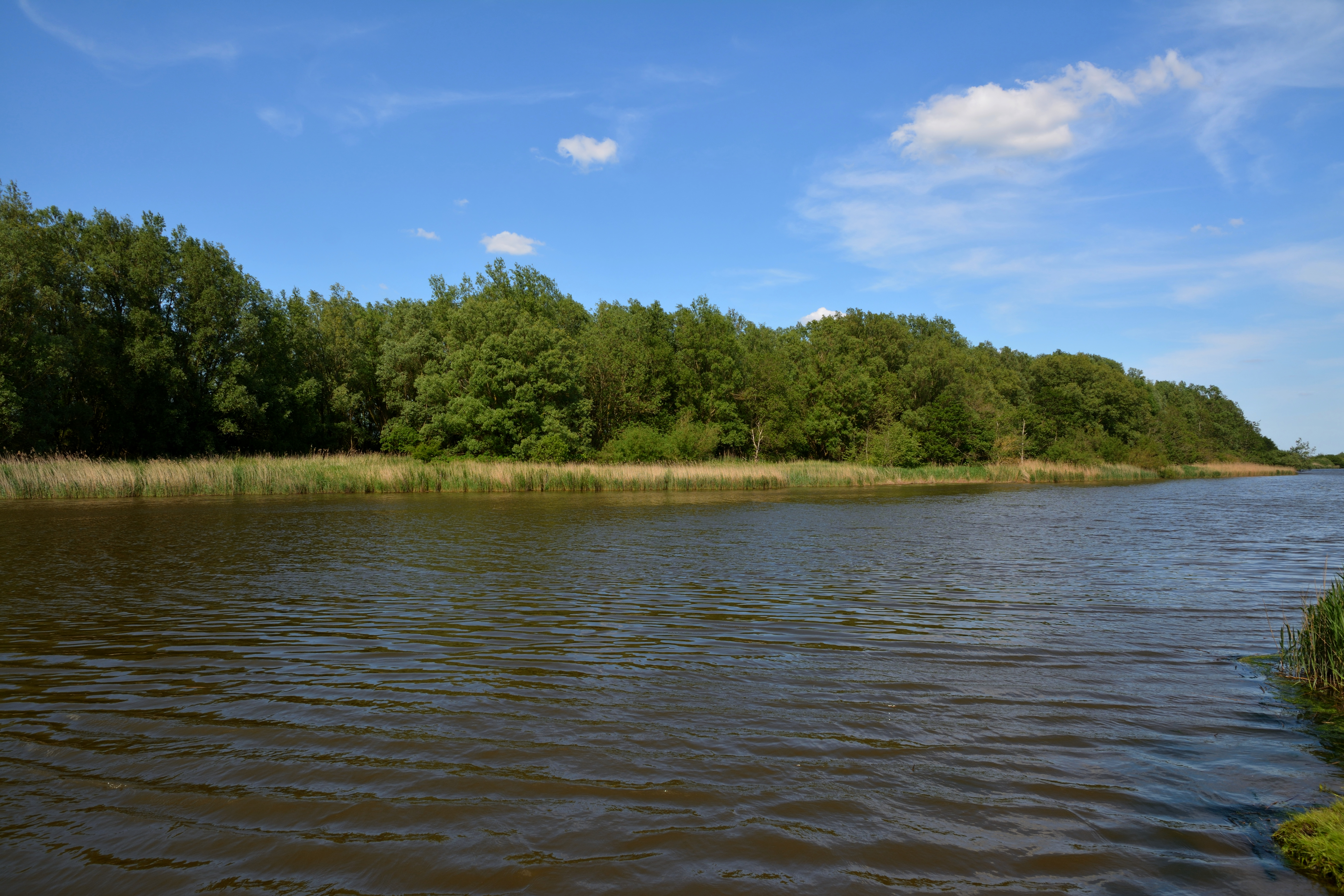
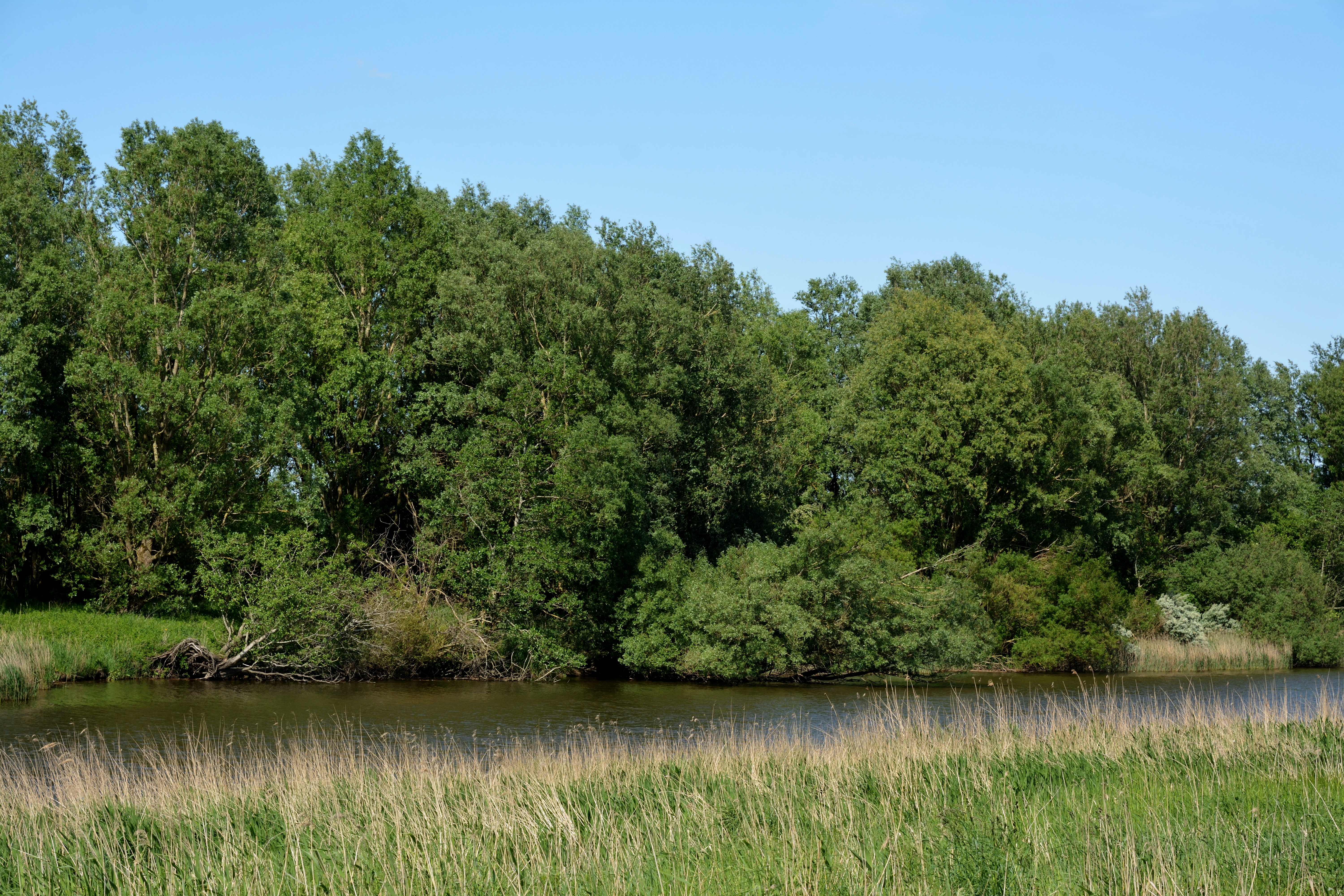
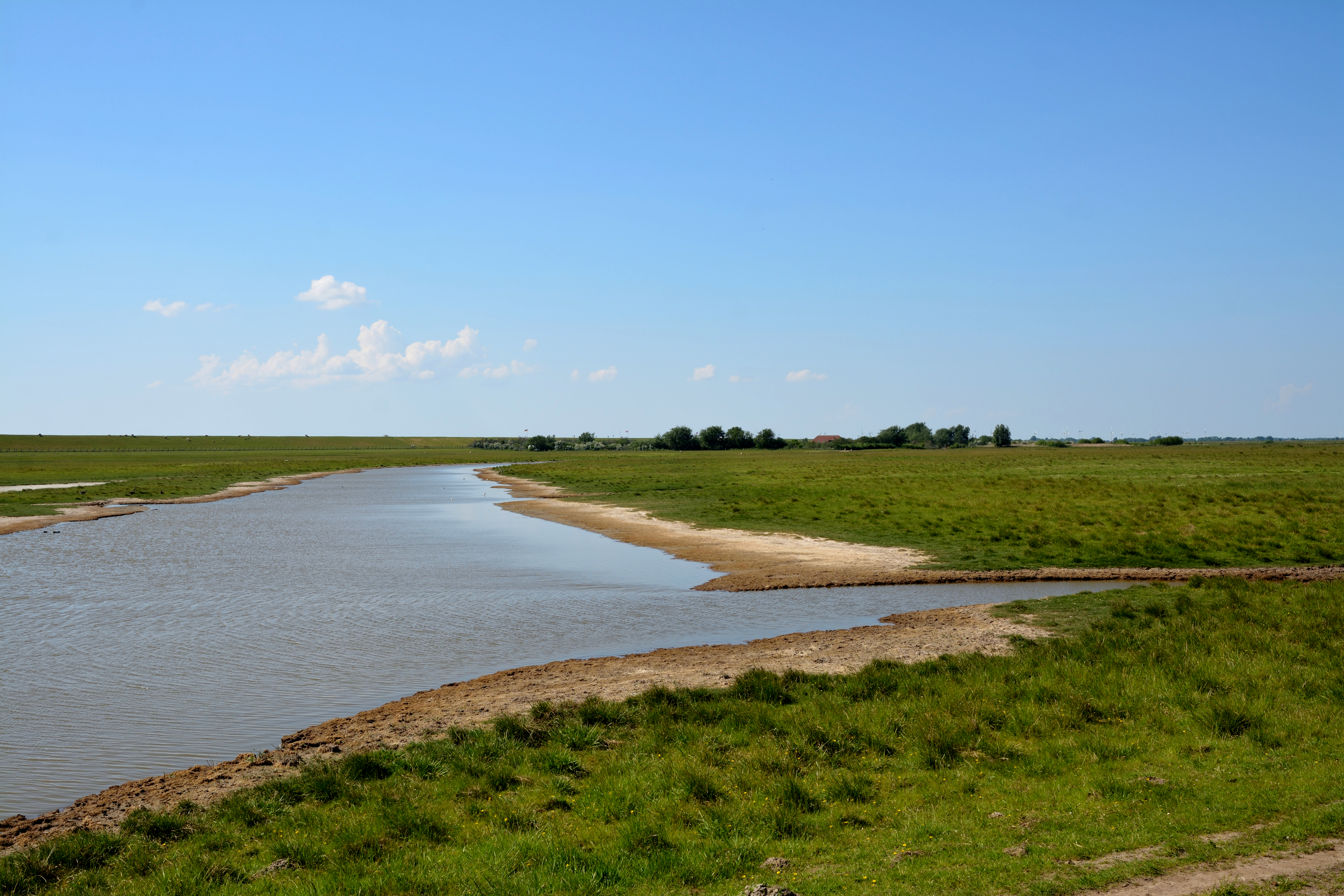